# Nad tjomnoj vodoj
Nad tjomnoj vodoj (russisk: Над тёмной водой) er en russisk spillefilm fra 1992 af Dmitrij Meskhijev.

## Medvirkende
- Aleksandr Abdulov som Lev
- Ksenija Katjalina som Lena
- Jurij Kuznetsov
- Tatjana Ljutaeva
- Vladimir Ilin